# 奥斯特洛夫斯基定理
奥斯特洛夫斯基定理是一个关于有理数域绝对赋值的定理。于1916年由亚历山大·奥斯特洛夫斯基证明。该定理说明，任何非平凡的有理数Q的绝对赋值要么等价于通常实数域的绝对赋值，要么等价于p进数的绝对赋值。

## 定义
定义两个绝对赋值{\displaystyle |\cdot |} 和{\displaystyle |\cdot |_{\ast }} 是等价的，如果存在一个实数c>0，使得：
{\displaystyle \forall x\in \mathbb {K} ,\;\;|x|_{\ast }=|x|^{c}.}
这是比两绝对赋值结构的拓扑同胚的更严格的定义。
任何域的平凡绝对赋值被定义为：
{\displaystyle |x|_{0}:={\begin{cases}0,&{\mbox{if }}x=0\\1,&{\mbox{if }}x\neq 0.\end{cases}}}
有理数{\displaystyle \mathbb {Q} }的实绝对赋值是正规实绝对赋值，定义为：
{\displaystyle |x|_{\infty }:={\begin{cases}x,&{\mbox{if }}x\geqslant 0\\-x,&{\mbox{if }}x<0.\end{cases}}}
有时下标∞被写成下标1。
给定素数p，p进赋值的定义如下：
任何非零的有理数x可以唯一写成{\displaystyle x=p^{n}{\dfrac {a}{b}}}。其中整数a、b和p两两互质。n是整数。x的p进赋值为：
{\displaystyle |x|_{p}:={\begin{cases}0,&{\mbox{if }}x=0\\p^{-n},&{\mbox{if }}x\neq 0.\end{cases}}}

## 另一个奥斯特洛夫斯基定理
另一个奥斯特洛夫斯基定理指出，任何阿基米德的绝对赋值完备域（从代数结构和拓撲结构方面）同构于实数域或复数域。这有时也称为奥斯特洛夫斯基定理。